# Саритау
Сарита́у (каз. Сарытау) — село у складі Єнбекшиказахського району Алматинської області Казахстану. Входить до складу Асинського сільського округу.
Населення — 28 осіб (2021; 64 у 2009, 53 у 1999, 217 у 1989).